# Praxedis Balboa
Praxedis Balboa är en ort i Mexiko.   Den ligger i kommunen Soto la Marina och delstaten Tamaulipas, i den centrala delen av landet, 500 km norr om huvudstaden Mexico City. Praxedis Balboa ligger 124 meter över havet och antalet invånare är 140.
Terrängen runt Praxedis Balboa är platt. Runt Praxedis Balboa är det mycket glesbefolkat, med 3 invånare per kvadratkilometer. Närmaste större samhälle är Modelo, 17,1 km sydväst om Praxedis Balboa. Omgivningarna runt Praxedis Balboa är en mosaik av jordbruksmark och naturlig växtlighet.